# Análisis funcional

Uno de los posibles modelos de vibración en un parche de tambor circular idealizado. Estos modos son autofunciones de un operador lineal en un espacio funcional, una construcción común en el análisis funcional.

El análisis funcional es la rama de las matemáticas, y específicamente del análisis, que trata del estudio de espacios de funciones. Tienen sus raíces históricas en el estudio de transformaciones tales como transformación de Fourier y en el estudio de las ecuaciones diferenciales y ecuaciones integrales. La palabra funcional se remonta al cálculo de variaciones, implicando una función cuyo argumento es una función. Su uso en general se ha atribuido a Volterra. 
En la visión moderna inicial, se consideró el análisis funcional como el estudio de los espacios vectoriales normados completos sobre los reales o los complejos. Tales espacios se llaman espacios de Banach. Un ejemplo importante es el espacio de Hilbert, donde la norma surge de un producto escalar. Estos espacios son de importancia fundamental en la formulación matemática de la mecánica cuántica. Más general y modernamente, el análisis funcional incluye el estudio de los espacios de Fréchet y otros espacios vectoriales localmente convexos y aún topológicos. 
Un objeto importante de estudio en análisis funcional son los operadores lineales continuos definidos en los espacios de Banach y de Hilbert. Estos conducen naturalmente a la definición de C* álgebra y otras álgebras de operadores. 
Los espacios de Hilbert pueden ser clasificados totalmente: hay un espacio único de Hilbert módulo isomorfismo para cada cardinal de la base (hilbertiana). Puesto que los espacios de Hilbert finito-dimensionales se entienden completamente en álgebra lineal, y puesto que los morfismos de los espacios de Hilbert se pueden dividir siempre en morfismos de espacios con dimensionalidad alef-0 ({\displaystyle \aleph _{0}}), análisis funcional de Hilbert trata sobre todo con el espacio único de Hilbert de dimensionalidad alef-0, y sus morfismos. 
Los espacios de Banach generales son mucho más complicados que los espacios de Hilbert. Dado que un espacio de Banach es un espacio vectorial, una base es un sistema de generadores linealmente independiente. Este concepto, cuando la dimensión no es finita, suele carecer de utilidad; lo sustituye el de conjunto fundamental. Un conjunto de vectores es fundamental si la clausura topológica del subespacio vectorial que engendra es el espacio completo. Dado que un vector pertenece a su clausura topológica si es el límite de una sucesión de vectores del subespacio vectorial engendrado, descubrimos que, en caso de disponer de un conjunto fundamental, podemos poner todo vector del espacio como el límite de una sucesión de combinaciones lineales de los vectores de un conjunto fundamental.
Un ejemplo de lo anterior es el teorema de aproximación de Weierstrass que afirma que toda función real continua en un intervalo compacto puede ser aproximada mediante polinomios. El espacio de Banach es, en este caso, el conjunto de las funciones continuas en un compacto y el conjunto fundamental las potencias enteras del argumento. Este teorema se extiende mediante el teorema de Stone-Weierstrass.
Para cualquier número real p ≥ 1, un ejemplo de un espacio de Banach viene dado por los espacios Lp. 
En los espacios de Banach, una gran parte del estudio involucra al espacio dual: el espacio de todas funcionales lineales continuas. Como en álgebra lineal, el dual del dual no es siempre isomorfo al espacio original, pero hay un monomorfismo natural de un espacio en su doble dual siempre. Esto se explica en el artículo espacio dual. 
La noción de derivada se amplía a las funciones arbitrarias entre los 
espacios de Banach; resulta que la derivada de una función en cierto punto es realmente una función lineal continua. 
Un ejemplo de espacio de Banach es el Espacio de Sóbolev.
Aquí enumeramos algunos resultados importantes del análisis funcional: 
- Teorema de Banach-Steinhaus es un resultado en conjuntos equicontinuos de operadores.
- Teorema espectral da una fórmula integral para los operadores normales en un espacio de Hilbert. Es de importancia central en la formulación matemática de la mecánica cuántica.
- Teorema de Hahn-Banach es sobre la extensión de funcionales continuos desde un subespacio a todo el espacio, de una manera que preserve la norma.
- Teorema de la función abierta y teorema de la gráfica cerrada.
- Teorema del punto fijo de Banach

## Espacios vectoriales normados
La clase básica e históricamente primera de espacios estudiados en análisis funcional son los completo (sobre el real o número complejo). Estos espacios se denominan espacios de Banach. Un ejemplo importante es un espacio de Hilbert, donde la norma surge de un producto interior. Estos espacios son de importancia fundamental en muchas áreas, incluyendo la formulación matemática de la mecánica cuántica, aprendizaje automático, ecuaciones diferenciales parciales y análisis de Fourier.
En términos más generales, el análisis funcional incluye el estudio de espacios de Fréchet y otros espacios vectoriales topológicos no dotados de norma.
Un importante objeto de estudio en análisis funcional son las operadores lineales continuos definidos en los espacios de Banach y Hilbert. Estos conducen naturalmente a la definición de álgebras C* y otras álgebras de operadores.

### Espacios de Hilbert
Los espacios de Hilbert pueden clasificarse completamente: existe un único espacio de Hilbert salvo isomorfismo para cada cardinalidad de la base ortonormal. Los espacios de Hilbert finito-dimensionales se entienden completamente en álgebra lineal, y los espacios de Hilbert infinito-dimensionales separable Hilbert son isomorfos a {\displaystyle \ell ^{\,2}(\aleph _{0})\,}. Dado que la separabilidad es importante para las aplicaciones, el análisis funcional de los espacios de Hilbert se ocupa principalmente de este espacio. Uno de los problemas abiertos en el análisis funcional es demostrar que todo operador lineal acotado en un espacio de Hilbert tiene un subespacio invariante propio. Ya se han demostrado muchos casos especiales de este problema del subespacio invariante.

### Espacios de Banach
Los espacios de Banach generales son más complicados que los espacios de Hilbert, y no pueden clasificarse de una manera tan sencilla como aquellos. En particular, muchos espacios de Banach carecen de una noción análoga a una base ortonormal.
Ejemplos de espacios de Banach son los {\displaystyle L^{p}} para cualquier número real {\displaystyle p\geq 1}.. Dada también una medida {\displaystyle \mu } sobre el conjunto {\displaystyle X}, entonces {\displaystyle L^{p}(X)}, a veces también denotado {\displaystyle L^{p}(X,\mu )} o {\displaystyle L^{p}(\mu )}, tiene como vectores clases de equivalencia {\displaystyle [\,f\,]} de función medibles cuyo valor absoluto de {\displaystyle p}-ésima potencia tiene integral finita; es decir, funciones {\displaystyle f} para las que se tiene
{\displaystyle \int _{X}\left|f(x)\right|^{p}\,d\mu (x)<\infty .}
Si {\displaystyle \mu } es la medida de contaje, entonces la integral puede sustituirse por una suma. Es decir, requerimos
{\displaystyle \sum _{x\in X}\left|f(x)\right|^{p}<\infty .}
Entonces no es necesario tratar con clases de equivalencia, y el espacio se denota {\displaystyle \ell ^{p}(X)}, escrito más simplemente {\displaystyle \ell ^{p}} en el caso cuando {\displaystyle X} es el conjunto de enteros no negativos.
En los espacios de Banach, una gran parte del estudio implica el dual: el espacio de todos los continuas del espacio a su campo subyacente, los llamados funcionales. Un espacio de Banach puede identificarse canónicamente con un subespacio de su bidual, que es el dual de su espacio dual. El mapa correspondiente es una isometría, pero en general no onto. Un espacio de Banach general y su bidual ni siquiera tienen por qué ser isométricamente isomorfos en ningún sentido, al contrario que en la situación de dimensión finita. Esto se explica en el artículo sobre el espacio dual.
Además, la noción de derivada puede extenderse a funciones arbitrarias entre espacios de Banach. Véase, por ejemplo, el artículo derivada de Fréchet.

## Resultados principales y fundamentales
Hay cuatro teoremas principales que a veces se denominan los cuatro pilares del análisis funcional: el teorema de Hahn-Banach, el Teorema de la función abierta, el Teorema de la gráfica cerrada y el principio de acotación uniforme, también conocido como teorema de Banach-Steinhaus. Algunos resultados importantes del análisis funcional son:

### Principio de acotación uniforme
El «principio de acotación uniforme» o teorema de Banach-Steinhaus es uno de los resultados fundamentales del análisis funcional. Junto con el teorema de Hahn-Banach y el Teorema de la función abierta, se considera una de las piedras angulares del campo. En su forma básica, afirma que para una familia de  operadores lineales continuos (y por tanto operadores acotados) cuyo dominio es un espacio de Banach, la acotación puntual es equivalente a la acotación uniforme en la norma del operador.
El teorema fue publicado por primera vez en 1927 por Stefan Banach y Hugo Steinhaus, pero también fue demostrado independientemente por Hans Hahn.
principio de acotación uniforme: Dejemos que {\displaystyle X} sea un espacio de Banach y {\displaystyle Y} sea un espacio vectorial normado. Supongamos que {\displaystyle F} es una colección de operadores lineales continuos desde {\displaystyle X} hasta {\displaystyle Y}. Si para todo {\displaystyle x} en {\displaystyle X} se tiene
{\displaystyle \sup \nolimits _{T\in F}\|T(x)\|_{Y}<\infty ,}
entonces
{\displaystyle \sup \nolimits _{T\in F}\|T\|_{B(X,Y)}<\infty .}

### Teorema de descomposición espectral
Hay muchos teoremas conocidos como el teorema espectral, pero uno en particular tiene muchas aplicaciones en el análisis funcional.
Teorema de descomposición espectral
Sea {\displaystyle A}  sea un operador autoadjunto acotado en un espacio de Hilbert {\displaystyle H}. Entonces hay un espacio de medida {\displaystyle (X,\Sigma ,\mu )} y un valor real esencialmente limitado función mensurable {\displaystyle f} en {\displaystyle X} y un operador unitario {\displaystyle U:H\to L_{\mu }^{2}(X)} tal que 
{\displaystyle U^{*}TU=A}
donde T es el Operador multiplicación:
{\displaystyle [T\varphi ](x)=f(x)\varphi (x).}
y {\displaystyle \|T\|=\|f\|_{\infty }}.}}
Dejemos que {\displaystyle A}  sea un operador y un valor real esencialmente limitado en un espacio de Hilbert {\displaystyle H}. Entonces hay un espacio de medida {\displaystyle (X,\Sigma ,\mu )} valor real esencialmente limitado función mensurable  {\displaystyle f} en {\displaystyle X} and a unitary operator {\displaystyle U:H\to L_{\mu }^{2}(X)} such that
{\displaystyle U^{*}TU=A}
donde T es el Operador multiplicación:
{\displaystyle [T\varphi ](x)=f(x)\varphi (x).}
y {\displaystyle \|T\|=\|f\|_{\infty }}.

## Consideraciones sobre los fundamentos de las matemáticas
La mayoría de los espacios considerados en análisis funcional tienen dimensión infinita. Demostrar la existencia de una  base de espacio vectorial para tales espacios puede requerir el lema de Zorn. Sin embargo, un concepto algo diferente, la base de Schauder, suele ser más relevante en análisis funcional. Muchos teoremas requieren el teorema de Hahn-Banach, que suele demostrarse utilizando el axioma de elección, aunque basta con el teorema del ideal primo booleano, estrictamente más débil. El Teorema de categorías de Baire, necesario para demostrar muchos teoremas importantes, también requiere una forma de axioma de elección.

## Puntos de vista
El análisis funcional en su A 2004 incluye las siguientes tendencias:
- Análisis abstracto. Un enfoque del análisis basado en grupo topológicos, anillo topológicos y espacio vectorial topológicos.
- Geometría de espacios de Banach contiene muchos temas. Uno de ellos es el enfoque combinatorio relacionado con Jean Bourgain; otro es una caracterización de los espacios de Banach en los que se cumplen varias formas de la ley de los grandes números.
- Geometría no conmutativa. Desarrollada por Alain Connes, basándose en parte en nociones anteriores, como el enfoque de George Mackey en teoría ergódica.
- Conexión con la mecánica cuántica. Definida en sentido estricto como en física matemática, o interpretada en sentido amplio por, por ejemplo, Israel Gelfand, para incluir la mayoría de los tipos de teoría de la representación.